# Sidharth Malhotra

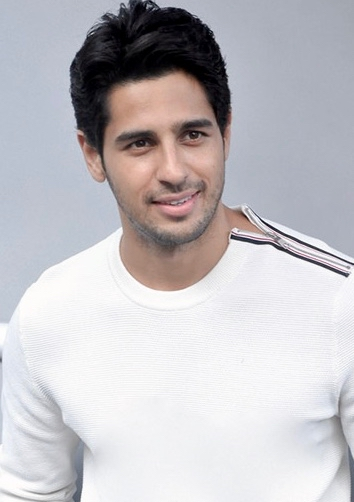
Sidharth Malhotra 2016

Sidharth Malhotra (Hindi सिद्धार्थ मल्होत्रा; * 16. Januar 1985 in Delhi) ist ein ehemaliges Model und indischer Schauspieler, der 2012 sein Debüt in Karan Johars Student of the Year gab.

## Leben
Anders als bei den meisten Bollywoodschauspielern kommt Sidharth Malhotra nicht aus einer Familie, die in der Filmindustrie tätig ist. Sein Vater Sunil Malhotra war ein ehemaliger Mitarbeiter der indischen Handelsmarine und seine Mutter Rimmi Malhotra ist Hausfrau. Er hat zwei Geschwister und zwar eine Schwester Akanksha und einen Bruder Punit. Malhotra besuchte die St. Xavier School in Delhi. Im Alter von 18 Jahren begann Malhotra eine Karriere als Model, da es ihm Spaß machte und er Geld verdiente.
Nach vier Jahren als Model wollte er etwas Neues ausprobieren. Neben Karan Johar arbeitete er 2010 als Regieassistent in My Name Is Khan. Sein Schauspieldebüt gab er zwei Jahre später in Karan Johars romantischem Film Student of the Year. Er spielte die Rolle von Abhimanyu Singh, der aus der Mittelklasse kommt und Großes erreichen möchte. An der Seite von Varun Dhawan und Alia Bhatt überzeugte er die Kritiker und Zuschauer. Er gewann den Stardust Award in der Kategorie bester Durchbruch.
In der romantischen Komödie Hasee Toh Phasee mit Parineeti Chopra verkörperte er Nikhil Bhardwaj, der seine Freundin heiraten möchte, aber sich während der Hochzeitsvorbereitungen in ihre jüngere Schwester Meeta verliebt und mit ihr davonläuft.

## Filmografie
- 2010: My Name Is Khan (Regieassistent)
- 2012: Student of the Year
- 2014: Hasee Toh Phasee
- 2014: Liebe bis in den Tod (Ek Villain)
- 2015: Brothers
- 2016: Kapoor & Sons (Since 1921)
- 2016: Liebe – Heute, morgen und für immer (Baar Baar Dekho)
- 2017: A Gentleman
- 2017: Ittefaq
- 2018: Aiyaary
- 2019: Jabariya Jodi
- 2019: Marjaavaan